# تينا بيترز
تينا بيترز (بالألمانية: Kristina Peters)‏ هي لاعب هوكي الحقل ألمانية، ولدت في 24 مارس 1968 في مونستر في ألمانيا.

## وصلات خارجية
- تينا بيترز على موقع أوليمبيديا (الإنجليزية)